# Atletismo nos Jogos Olímpicos de Verão de 2008 - Qualificação
Cada Comitê Olímpico Nacional (CON) pode classificar um máximo de três atletas por prova que tenha obtido o índice A definido pela IAAF, ou um atleta por evento que tenha obtido o índice B apenas. Para as provas de revezamento cada CON classificado pode inscrever apenas uma equipe para a disputa. Todos os classificados foram definidos através de eventos reconhecidos pela IAAF até julho de 2008.
Para as provas individuas, a exceção da maratona, o período de classificação iniciou-se em 1 de janeiro de 2007 e terminou em 23 de julho de 2008. Para a maratona as marcas obtidas entre 1 de setembro de 2006 e 23 de julho de 2008 foram válidas para a classificação. Nas provas de revezamento um total de 16 equipes por prova classificaram-se através dos dois melhores tempos agregados entre 1 de janeiro e 16 de julho de 2008.
| Eventos                    | Índice A (M) | Índice B (M) | Índice A (F) | Índice B (F) |
| -------------------------- | ------------ | ------------ | ------------ | ------------ |
| 100 metros                 | 9s20         | 10s28        | 11s32        | 11s42        |
| 200 metros                 | 20s59        | 20s75        | 23s00        | 23s20        |
| 400 metros                 | 45s55        | 45s95        | 51s55        | 52s35        |
| 800 metros                 | 01m46s00     | 01m47s60     | 02m00s00     | 02m01s30     |
| 1500 metros                | 03m36s60     | 03m39s00     | 04m07s00     | 04m08s00     |
| 5000 metros                | 13m21s50     | 13m28s00     | 15m09s00     | 15m24s00     |
| 10000 metros               | 27m50s00     | 28m10s00     | 31m45s00     | 32m20s00     |
| 100 metros com barreiras   | -            | -            | 12s96        | 13s11        |
| 110 metros com barreiras   | 13s55        | 13s72        | -            | -            |
| 400 metros com barreiras   | 49s20        | 49s50        | 55s60        | 56s50        |
| 3000 metros com obstáculos | 08m24s60     | 08m32s00     | 09m46s00     | 09m55s00     |
| Salto em altura            | 2,30 m       | 2,27 m       | 1,95 m       | 1,91 m       |
| Salto com vara             | 5,70 m       | 5,55 m       | 4,45 m       | 4,30 m       |
| Salto em distância         | 8,20 m       | 8,05 m       | 6,72 m       | 6,60 m       |
| Salto triplo               | 17,10 m      | 16,80 m      | 14,20 m      | 14,00 m      |
| Lançamento de peso         | 20,30 m      | 19,80 m      | 18,35 m      | 17,20 m      |
| Lançamento de disco        | 64,50 m      | 62,50 m      | 61,00 m      | 59,00 m      |
| Lançamento de martelo      | 78,50 m      | 74,00 m      | 69,50 m      | 67,00 m      |
| Lançamento de dardo        | 81,80 m      | 77,80 m      | 60,50 m      | 56,00 m      |
| Heptatlo                   | -            | -            | 6.000 pts    | 5.800 pts    |
| Decatlo                    | 8.000 pts    | 7.700 pts    | -            | -            |
| 20 km marcha atlética      | 01h23m00     | 01h24:30     | 01h33m30     | 01h38m00     |
| 50 km marcha atlética      | 04h00m00     | 04h07m00     | -            | -            |
| Maratona                   | 02h15m00     | 02h18m00     | 02h37m00     | 02h42m00     |